# Tomáš Koubek
Tomáš Koubek (Hradec Králové, 26 de agosto de 1992) es un futbolista checo que juega de portero en el F. C. Slovan Liberec de la Liga de Fútbol de la República Checa.

## Selección nacional
Es internacional con la selección de fútbol de la República Checa. Fue internacional sub-18, sub-19, sub-20 y sub-21, antes de debutar con la selección absoluta en 2016.

## Clubes
| Club                          | País            | Año       |
| ----------------------------- | --------------- | --------- |
| F. C. Hradec Králové          | República Checa | 2010-2015 |
| A. C. Sparta de Praga         | República Checa | 2015-2017 |
| F. C. Slovan Liberec (cedido) | República Checa | 2015-2016 |
| Stade Rennes F. C.            | Francia         | 2017-2019 |
| F. C. Augsburgo               | Alemania        | 2019-2024 |
| F. C. Slovan Liberec          | República Checa | 2025-     |

## Palmarés

### Títulos nacionales
| Título          | Club                | País    | Año  |
| --------------- | ------------------- | ------- | ---- |
| Copa de Francia | Stade Rennais F. C. | Francia | 2019 |